# Михаела Маевска
Михаела Маевска е българска състезателка по художествена гимнастика. Тя е част от ансамбъла, който на Олимпийските игри в Рио де Жанейро печели бронзовия медал. След това е помощник-треньор на ансамбъла, станал абсолютен олимпийски шампион на Олимпийските игри в Токио.

## Биография
Михаела Маевска е родена на 4 октомври 1990 година в град София, България. Започва да тренира гимнастика на 7-годишна възраст в клуб  “Академик”, а впоследствие се премества в “Левски-Илиана”. Първият й личен треньор е Станимира Толева.  На 14-годишна възраст е приета в националния ансамбъл девойки. Две години по-късно през 2007 става част от  ансамбъл жени, където няколко години е резерва.

## Кариера
След като става част от националния отбор, в продължение на три годии Маевска е резерва на няколко ансамбъла. При формирането на следващия ансамбъл  със старши треньор Ина Ананиева тя попада сред титулярките заедно с Цветелина Стоянова, Ренета Камберова, Цветелина Найденова и Християна Тодорова. Участва на Олимпийските игри в Лондон през 2012, но отборът допуска грешка и не успява да спечели медал. След опита за самоубийство на Цветелина Стоянова през 2016, мястото й е заето от Любомира Казанова.
На Европейското първенство в Баку през юни 2014 година заедно със съотборничките й печелят златен медал за съчетанието си с пет чифта бухалки. На Световното първенство в Измир през септември съшата година печелят златен медал в многобоя, 17 години след последния спечелен такъв на Световното първенсто през 1996. Ансамбълът печели и среброто във финала на три топки и две ленти.  На 22 декември 2014 година Маевска и съотборничките й са избрани за отбор на годината в българския спорт.
Най-големият успех на ансамбъла е спечелването на бронзов медал на Олимпийските игри в Рио де Жанейро през 2016. Михаела Маевска е избрана за знаменосец от името на България на закриването на  олимпиадата. Посвещават медала си на съотборничката си Цветелина Стоянова. След успеха на олимпийските игри, ансамбълът прекратява състезателната си кариера и организира заключителен бенефис в зала “Арена София”, който бележи и първата публична поява на Цветелина Стоянова след инцидента.
През 2017 Маевска става помощник-треньор на новия национален ансамбъл в екип със старши треньора Весела Димитрова. Под тяхното ръководство ансамбълът в състав Симона Дянкова, Лаура Траатс, Мадлен Радуканова, Ерика Зафирова и Стефани Кирякова постига исторически успех за българската художествена гимнастика като печели златото на Олимпийските игри в Токио през 2021. След успеха олимпийските шампионки  слагат край на състезателната си кариера отново със заключютелен бенефис.
Маевска продължава работата си като помощник-треньор и с новия национален ансамбъл. На 1 ноември 2023 се оттегля от художествената гимнастика като напуска поста помощник-треньор на ансамбъла поради лични причини. От 2021 е почетна гражданка на София. През юни 2024 става майка на момиче. 

## Олимпийски резултати
| Година | Състезание | Място          | Музика                                                           | Уред                 | Класиране   | Резултат на финала | Класиране   | Резултат на квалификациите |
| ------ | ---------- | -------------- | ---------------------------------------------------------------- | -------------------- | ----------- | ------------------ | ----------- | -------------------------- |
| 2016   | Олимпиада  | Рио де Жанейро |                                                                  | Многобой             | Трето място | 35.766             | Седмо място | 34.182                     |
| 2016   | Олимпиада  | Рио де Жанейро | Chateau, Mona Lisa Overdrive, Burly Brawl (Matrix) от Роб Дъуган | 6 бухалки / 2 обръча | Трето място | 18.066             | Пето място  | 16.616                     |
| 2016   | Олимпиада  | Рио де Жанейро | Ювиги хан от Георги Андреев                                      | 5 ленти              | Второ масто | 17.700             | Пето място  | 17.566                     |